# 1730
| 1730               |
| ------------------ |
| Dødsfald - Fødsler |
| • Begivenheder     |

| Gregoriansk kalender | 1730 MDCCXXX            |
| Ab urbe condita      | 2483                    |
| Armensk kalender     | 1179 ԹՎ ՌՃՀԹ            |
| Kinesiske kalender   | 4426 – 4427 己酉 – 庚戌 |
| Etiopisk kalender    | 1722 – 1723             |
| Jødisk kalender      | 5490 – 5491             |
| Hindukalendere       |                         |
| - Vikram Samvat      | 1785 – 1786             |
| - Shaka Samvat       | 1652 – 1653             |
| - Kali Yuga          | 4831 – 4832             |
| Iransk kalender      | 1108 – 1109             |
| Islamisk kalender    | 1143 – 1144             |

Konge i Danmark: Frederik 4. 1699-1730 og Christian 6. 1730–1746
Se også 1730 (tal)

## Begivenheder
- Christian 6. bliver Konge
- 4. august - i fortvivlelse over sin hårde uddannelse forsøger prins Frederik af Preussen (den senere Frederik den Store af Preussen) at flygte til England. Flugten opdages og prinsens ven løjtnant Katte henrettes, mens prinsen overværer det
- 15. december - den danske regering indskærper, at "ingen bondekarl må forlade sin tjeneste uden at have udtjent og fået pas og skudsmål af sit herskab". Stavnsbåndet er dermed hastigt på vej. Indskærpelsen kommer, fordi Danmark i en generation har haft landbrugskrise, og mange er begyndt at rejse bort - både til andre landsdele og til udlandet

## Født
- 19. september - Augustin Pajou, fransk billedhugger (død 1809).
- Ukendt - Moritz Georg Moshack, dansk instrumentmager (død 1772).

## Dødsfald
- Frederik 4. dør den 12. oktober på Odense Slot og gravsættes i Roskilde Domkirke.